# Robert Sean Leonard
Robert Sean Leonard, właśc. Robert Lawrence Leonard (ur. 28 lutego 1969 w Westwood) – amerykański aktor teatralny, filmowy i telewizyjny. Nominowany do nagrody Tony w kategorii za najlepszą drugoplanową rolę męską w sztuce teatralnej w latach 1993, 2001 oraz 2003 i zdobył nagrodę w 2001.

## Życiorys

### Wczesne lata
Urodził się w Westwood, w stanie New Jersey, jako syn Joy P (z domu Leonard) i Roberta Howarda Leonarda, nauczyciela języka hiszpańskiego. Dorastał wraz ze swoim bratem Seanem Robertem Leonard w Ridgewood, w New Jersey. Gdy miał siedem lat, jego najlepszym kolegą był Casper Van Dien, mieszkali w tym samym bloku, chodzili na wyścigi gokartów i do cyrku.
Mając 12 lat zadebiutował w roli Artfula Dodgera w przedstawieniu Oliver! (1981) w New Players Summerstock Theatre w New Jersey. Dwa lata później grał na deskach Ridgewood Theater. Po ukończeniu Ridgewood High School, studiował historię na Fordham University w nowojorskim Bronx i kontynuował edukację w School of General Studies przy Uniwersytecie Columbia. Studiował aktorstwo także w Herbert Berghof Studio.

### Kariera
W wieku siedemnastu lat zagrał w sztukach: Sally odeszła, ona opuściła swoje imię (Sally's Gone, She Left Her Name, 1985) na Off-Broadwayu, musicalu Stephena Sondheima W lasach (Into the Woods, 1986) w Playwrights Horizons i Wspomnienia z Brighton Beach (Brighton Beach Memoirs, 1986) jako Eugene w Ogunquit Playhouse w Maine i na Broadwayu, gdzie rok później w pojawił się w przedstawieniu Złamany kod (Breaking The Code, 1987) jako Christopher Morcum.
Po raz pierwszy wystąpił na ekranie w telewizyjnym dramacie ABC Moje dwie miłości (My Two Loves, 1986) z Lynn Redgrave oraz kinowej komedii sci-fi Śmiertelna gra (The Manhattan Project, 1986) u boku Johna Lithgow i Cynthii Nixon.
Wielkim osiągnięciem stała się rola Neila Perry’ego, wspaniałego syna i dumy Akademii Wellton'a, niedoszłego aktora doprowadzanego do samobójstwa przez swojego despotycznego ojca w dramacie Petera Weira Stowarzyszenie Umarłych Poetów (Dead Poets Society, 1989) z Robinem Williamsem i Ethanem Hawkiem, z którym prywatnie się zaprzyjaźnił.
W dramacie Jamesa Ivory’ego Pan i pani Bridge (Mr. and Mrs. Bridge, 1990) był synem konserwatystów (Paul Newman, Joanne Woodward), w ekranizacji komedii szekspirowskiej Wiele hałasu o nic (1993) wystąpił w roli hrabiego Florencji Claudio, w telewizyjnym dramacie HBO Przed zmierzchem (In the Gloaming, 1997) zagrał młodego pacjenta chorego na AIDS, w sportowym dramacie sensacyjnym Wyścig (2001) pojawił się jako złoczyńca, chorobliwie ambitny brat i menedżer kierowcy rajdowego (Kip Pardue).
W swoim dorobku teatralnym ma m.in. kreację Romea w dramacie szekspirowskim Romeo i Julia (1988) przy Riverside Shakespeare Company. Za rolę A.E. Housmana w sztuce Toma Stopparda Wynalazek miłości (The Invention of Love, 2001) został uhonorowany nagrodą Tony.
Zyskał sympatię telewidzów w roli onkologa doktora Jamesa Wilsona w serialu Fox Dr House (2004-2012).

## Życie prywatne
W sierpniu 2008 poślubił Gabriellę Salick. Ich córka Eleanor Blanche Leonard urodziła się 15 stycznia 2009 r. Ich druga córka, Claudia, urodziła się w 2012 r.

## Filmy fabularne
- 1986: Śmiertelna gra (The Manhattan Project) jako Max-Ithaca
- 1988: Nastoletni wampir (My Best Friend Is a Vampire) jako Jeremy Capello
- 1989: Stowarzyszenie Umarłych Poetów (Dead Poets Society) jako Neil Perry
- 1990: Pan i pani Bridge (Mr. and Mrs. Bridge) jako dorosły Douglas Bridge
- 1991: Poślubieni (Married to It) jako Chuck Bishop
- 1993: Dzieci swinga (Swing Kids) jako Peter Müller
- 1993: Wiele hałasu o nic jako hrabia Claudio
- 1993: Wiek niewinności (The Age of Innocence) jako Ted Archer
- 1994: Bezpieczne przejście (Safe Passage) jako Alfred Singer
- 1996: Kocham cię, nie kocham cię (I Love You, I Love You Not) jako Anioł Śmierci
- 1996: Dziennik mordercy (Killer: A Journal of Murder ) jako Henry Lesser
- 1998: Kontrola lotów (Ground Control) jako Cruise
- 1998: Standoff jako Jamie Doolin
- 1998: Rytmy nocy (The Last Days of Disco) jako Tom Platt
- 2001: Chelsea Hotel (Chelsea Walls) jako Terry Olsen
- 2001: Wyścig (Driven) jako Demille Blye
- 2001: Taśma (Tape) jako John Salter
- 2003: Moje ja (The I Inside) jako Peter Cable

## Filmy TV
- 1986: Moje dwie miłości (My Two Loves) jako Larry Taylor
- 1996: Chłopcy z sąsiedztwa (The Boys Next Door) jako Barry Klemper
- 1987: Rubaszne to (Bluffing It) jako Rusty Duggan
- 1997: Przed zmierzchem (In the Gloaming) jako Danny
- 2001: Przedsionek piekła (A Glimpse of Hell) jako Podporucznik Dan Meyer
- 2002: Corsairs
- 2003: Malowany dom (A Painted House) jako Jesse Chandler

## Seriale tv
- 1999: Wasteland jako ex-Jesse
- 2000: Po tamtej stronie (The Outer Limits) jako Robby Archer
- 2004-2012: Dr House jako dr James Wilson